# سيرجي روبيرتو
سيرجي روبيرتو كارنيسير (بالإسبانية: Sergi Roberto Carnicer) وهو لاعب كرة قدم إسباني ولد في يوم 7 فبراير 1992 في مدينة ريوس طراغونة الكتالونية ب‍إسبانيا يلعب حاليا في مركز وسط مدافع مع نادي كومو في الدوري الإيطالي، لعب سابقا مع نادي برشلونة ونادي خيمناستيك طركونة.
في 8 مارس 2017، سجل روبرتو الهدف النهائي لبرشلونة باعتباره جزءًا من النصر الذي حققه على أرضه 6-1 ضد باريس سان جيرمان في إياب دور الـ16 من دوري الأبطال، وهو ما يمثل المرة الأولى التي استطاع فيها نادِ تعويض تأخره بأربعة أهداف في المنافسة.

## مسيرته الكروية
لعب سيرجي روبيرتو خلال مسيرته الاحترافية مع 3 أندية في 13 موسمًا وسجل خلالها 9 أهداف ضمن 254 مباراة. حيث فاز في 5 مواسم بالكأس و6 مواسم بالدوري.
خاض سيرجي روبيرتو مسيرته مع نادي برشلونة ب في موسم 2009–10 لمدة موسم واحد، مشاركًا في 23 مباراة سجل خلالها هدفًا واحدًا. ثم انتقل إلى نادي برشلونة في موسم 2010–11 في المرة الأولى ولمدة موسمين ثم في موسم 2012–13 ليلعب معه سبعة مواسم، حيث شارك طوالها في 154 مباراة سجل خلالها هدفا وحيدًا أيضًا. لينتقل بعدها إلى نادي برشلونة ب في موسم 2011–12 ولمدة موسمين، مشاركًا في 77 مباراة سجل خلالها 7 أهداف.

## الإنجازات
برشلونة
- الدوري الإسباني (7): 2010–11، 2012–13، 2014–15، 2015–16، 2017–18، 2018–19، 2022–23
- كأس ملك إسبانيا (6): 2011–12، 2014–15، 2015–16، 2016–17، 2017–18، 2020–21
- كأس السوبر الإسباني (4): 2010، 2016، 2018، 2022–23
- دوري أبطال أوروبا (2): 2010–11، 2014–15
- كأس السوبر الأوروبي (1): 2015
- كأس العالم للأندية (1): 2015

إسبانيا تحت 17
- كأس العالم تحت 17 سنة: المركز الثالث 2009

إسبانيا
- دوري الأمم الأوروبية: الوصيف 2020–21[6]

## روابط خارجية
- سيرجي روبيرتو على موقع الاتحاد الدولي (مؤرشف)  (الإنجليزية)
- سيرجي روبيرتو على موقع الاتحاد الأوربي (الإنجليزية)
- سيرجي روبيرتو على موقع قاعدة بيانات كرة القدم.إي يو (الإنجليزية)
- سيرجي روبيرتو على موقع ليكيب (الفرنسية)
- سيرجي روبيرتو على موقع ناشيونال فوتبول تيمز (الإنجليزية)
- سيرجي روبيرتو على موقع Soccerbase.com (لاعب) (الإنجليزية)
- سيرجي روبيرتو على موقع Soccerway.com (الإنجليزية)
- سيرجي روبيرتو على موقع عالم كرة القدم.نت (الإنجليزية)
- سيرجي روبيرتو على موقع AS.com (الإسبانية)